# Гаджа Петро Миронович
Петро́ Гаджа (нар. 3 липня 1966, м. Рахів, Закарпатська область, Українська РСР — пом. 22 березня 2014, Київ, Україна) — учасник і захисник Євромайдану, один із загиблих Небесної сотні. Герой України.

## Життєпис
Народився в м. Рахів Закарпатської області. Під час служби в армії брав участь в Афганській війні 1979—1989. Працював та жив у Києві, на Преображенській вулиці, 27. Був членом Української спілки ветеранів Афганістану.  

### На Майдані
Був на Майдані з перших днів, займався нічними чергуваннями, входив в восьму сотню. Брав активну участь у запобіганні спроб разігнати Євромайдан. 18 лютого 2014, беручи участь у зіткненнях зі співробітниками правоохоронних органів, отримав ураження від сльозогінного газу, що використовувався співробітниками правоохоронних органів під час загострення подій Євромайдану. Товариші хотіли дати йому респіратор, але він сказав, що їх на всіх не вистачить і віддав свій респіратор молодшому товаришеві. Будучи отруєним газом, до останнього не хотів лягати в лікарню, адже вважав, що лікуватися можна тільки після перемоги над диктаторською владою. Наприкінці лютого 2014 потрапив до лікарні. Майже місяць лікувався від газових опіків бронхів і легенів. За кілька днів до смерті покинув лікарню, збирався їхати в складі Афганської сотні на фронт. Помер 22 березня 2014. 
У нього залишилася дружина Марина та 19-річний син Костянтин — студент. Ще є старенька мама Марія Миколаївна (1938 р.н.), яка мешкає у селі під Полтавою.

## Вшанування пам'яті
Ховали Петра Мироновича 25 березня у селі Гоголеві Броварського району. Прощання відбулося на Майдані Незалежності в Києві об 11:00. Перепохований 2015 у м. Рахів.
У Києві на будинку по вул. Преображенській, 27, де мешкав Петро Гаджа, встановлено меморіальну дошку.
На фасаді Бутенківської школи, що в Кобеляцькому районі на Полтавщині (яку закінчив в 1981 році) у березні 2017 року було урочисто відкрито меморіальну дошку

### Нагороди
- Звання Герой України з удостоєнням ордена «Золота Зірка» (21 листопада 2014, посмертно) — за громадянську мужність, патріотизм, героїчне відстоювання конституційних засад демократії, прав і свобод людини, самовіддане служіння Українському народу, виявлені під час Революції гідності[4]
- Медаль «За жертовність і любов до України» (УПЦ КП, червень 2015) (посмертно)[5]

### В літературі
Київська поетеса Ірина Рассвєтная присвятила Герою вірш.